# Tauragė
Tauragė là một thành phố của Litva.
Taurage là một thành phố công nghiệp ở Litva, là thủ phủ của hạt Tauragė. Năm 2011, dân số là 26.444 người. Taurage nằm bên sông Jura, gần biên giới với Oblast Kaliningrad, và không xa bờ biển Baltic.
Taurage nhận điều lệ thành phố vào năm 1932, và huy hiệu vào năm 1997. Các tòa nhà đáng chú ý trong thành phố bao gồm cung điện phong cách kiến trúc tân Gothic Radziwiłł - "lâu đài" (hiện tại nhà ở một trường học và bảo tàng Santaka khu vực) và một số nhà thờ Lutheran (được xây dựng vào năm 1843), Chính thống giáo (1853) và các nhà thờ Công giáo (1904). Một nhà máy sản xuất gốm sứ hoạt động trong thành phố.